# Catharsius sagax
Catharsius sagax är en skalbaggsart som beskrevs av Quenstedt 1806. Catharsius sagax ingår i släktet Catharsius och familjen bladhorningar. Inga underarter finns listade.